# 히라타 도스케
히라타 도스케(일본어: 平田東助, 1849년 3월 26일 ~ 1925년 4월 14일)는 일본의 정치가, 관료이다. 농상무대신, 내무대신, 내대신 등을 거쳤다. 제2차 가쓰라 내각 당시 신사들의 통폐합 정책을 추진했다.

## 생애

### 어린 시절
1849년 요네자와번의 의원(醫院) 이토 노리미치의 아들로 태어났다. 형 스케노리가 가독을 이어받게 되자 1856년 같은 번에서 의원으로 일하던 히라타 료하쿠의 양자로 들어갔다. 번교 고조칸에서 수학하고 에도로 올라가 고가 긴도의 제자가 되었다. 보신 전쟁에서 요네자와 번이 오우에쓰 열번 동맹에 합류했다가 정부군에 패배하자 도쿄에 정착하여, 1869년 게이오기주쿠에 입학해 요시다 겐스케의 밑에서 영문학을 공부하고, 1871년 요네자와로 돌아와 번교 고조칸이 있던 자리에 "양학사"(洋學舍)를 세우고 게이오기주쿠 출신의 무라 미치노스케, 미야우치 가쿠스케, 다키카와 기로쿠 등을 교사로 초빙했다. 같은해 이와쿠라 사절단을 따라 유럽을 견학했다. 원래 러시아에 남아 계속 공부하려 했으나, 그해 독일이 제2제국을 결성하자 독일행을 택한다. 베를린 대학에서 정치학을, 하이델베르크 대학에서 국제법을 , 라이프치히 대학에서 상법을 공부했다. 하이델베르크 대학에 있던 시절에 박사 학위를 취득했다.

### 법무 관료 시절
1876년 1월에 귀국하여 내무성 천황 보좌관으로 일했으며, 곧 대장성으로 전근했다. 조슈번 출신의 시나가와 야지로, 아오키 슈조 등의 중개로 기도 다카요시, 야마가타 아리토모, 이토 히로부미를 알게 되어, 메이지 정부에 적대적이었던 요네자와 번에서 자랐다는 성장적 배경에도 불구하고 조슈 출신의 관료들과 신뢰 관계를 쌓을 수 있었다. 대장성 번역과장, 소서기관, 법제국 전무 등을 지내면서 독일 법률을 일본 실정에 맞게 번역해 전달하는 일을 했으며, 1882년에는 이토 히로부미가 만든 헌법조사단에 참여해 유럽 각국을 찾았지만 곧 병을 얻어 일본으로 돌아와야 했다. 귀국 후 내각제 도입에 맞추어 관련 법률을 정비하는 일에 참여했다.

### 야마가타 파벌 시절
1890년 제국 의회가 발족했을 때 귀족원 칙선의원이 되었으며, 추밀원 서기관장을 겸했다. 히라타는 귀족원 칙선위원들을 중심으로 하는 정치 모임인 자와카이 (茶話会)의 결성에 참여했는데, 자와카이는 야마가타 아리토모와 야마가타 파벌을 지지하는 단체였다. 히라타는 1898년에 만들어진 제2차 야마가타 내각에서 법무부 장관을 지내면서, 산업조합법을 시작으로 여러 가지 법률안을 만들었다. 당시 내각은 호시 도루가 이끄는 헌정당과 타협하여 의회를 안정적으로 운영코자 하였으며, 지조세(地租稅) 증세안을 의회에 내놓았지만 곧 노선을 바꾸어 문관임용령을 개정해 다른 정당 세력이 공직을 차지하는 것을 방해했다. 히라타는 이와 같은 법률 개정에 적극적으로 참여한 사람이었기 때문에 헌정당으로부터 격렬한 비난을 받았다.
제1차 가쓰라 내각에서는 가쓰라 다로 총리의 요청으로 농상무대신이 되었다. 이어 제2차 가쓰라 내각에서는 내무대신을 지냈다. 1908년에는 러일 전쟁 직후에 퍼진 자유주의, 사회주의 사상을 탄압하기 위해 사상통제법으로서 "보신 조서"의 발표를 지원하였으며, 지방 정책으로는 지방 개량 운동을 추진해 지방의 낙후된 사회 기반 시설을 개선코자 했다. 1910년 메이지 천황에 대한 암살 미수 사건이 터지자 범인을 검거하는 작전을 지휘했으며, 이듬해 범인 고토쿠 슈스이를 붙잡아 사형에 처하고 자신은 총리 가쓰라와 함께 사임하려 했으나, 메이지 천황의 명령으로 단념했다. 같은해 자작위를 받아 화족의 일원이 되었다. 이 시기, 히라타는 육군과 내무계열 관료계에 널리 퍼져있던 야마가타 파벌 중 한 사람이었다.

### 만년
1912년 12월 제2차 사이온지 내각이 총사직하자, 원로 회의에서 후임 총리 후보로 지목받았지만 사양했다. 이후에는 정치 및 관료 활동은 삼가고 귀족원 및 궁중 원로로서만 활동했다. 그러다 1922년 내대신이 되었고, 동시에 백작위를 받았다. 1925년 3월 병을 이유로 사임하였으며, 같은해 4월 가나가와현 즈시의 별장에서 죽었다.